# Dino Porrini
Dino Porrini (Volta Mantovana, 26 de març de 1953) va ser un ciclista italià, que fou professional de 1978 a 1980. El seu èxit més important va ser la victòria d'etapa al Giro d'Itàlia de 1979.

## Palmarès
- 1974
  - 1r al Giro de les dues Províncies
- 1975
  - 1r a la Milà-Busseto
  - 1r a la Coppa Caduti Nervianesi
- 1976
  - 1r a la Copa Ciutat de Melzo
  - Vencedor d'una etapa al Baby Giro
- 1977
  - 1r a la Freccia dei Vini
- 1978
  - Vencedor d'una etapa a la Ruta d'Or
- 1979
  - Vencedor d'una etapa al Giro d'Itàlia

### Resultats al Giro d'Itàlia
- 1979. 108è de la classificació general. Vencedor d'una etapa